# Anstaltskirche Arnsdorf

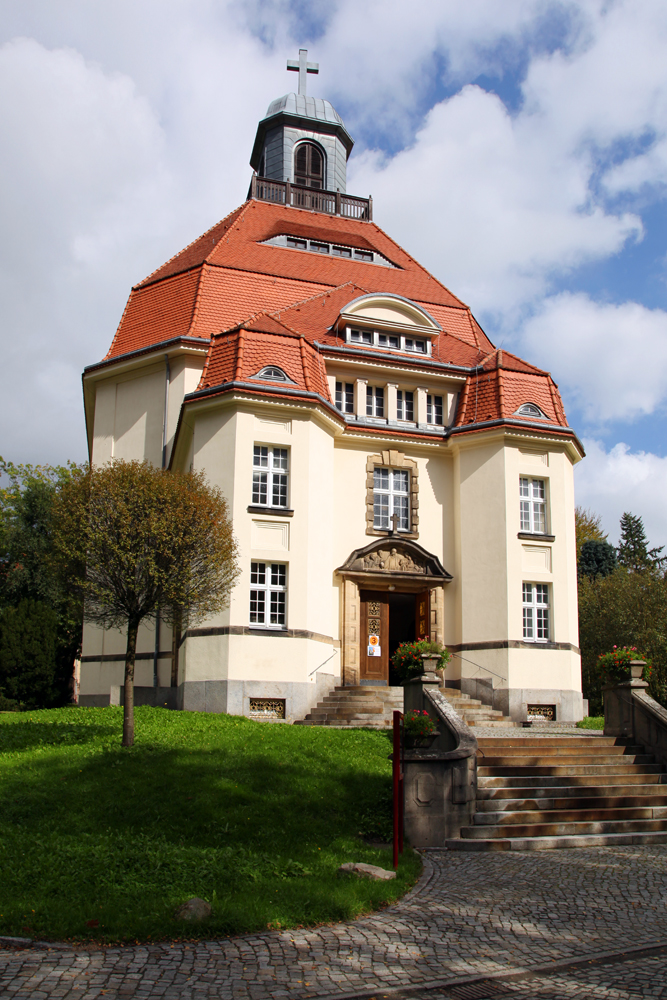
Anstaltskirche Arnsdorf

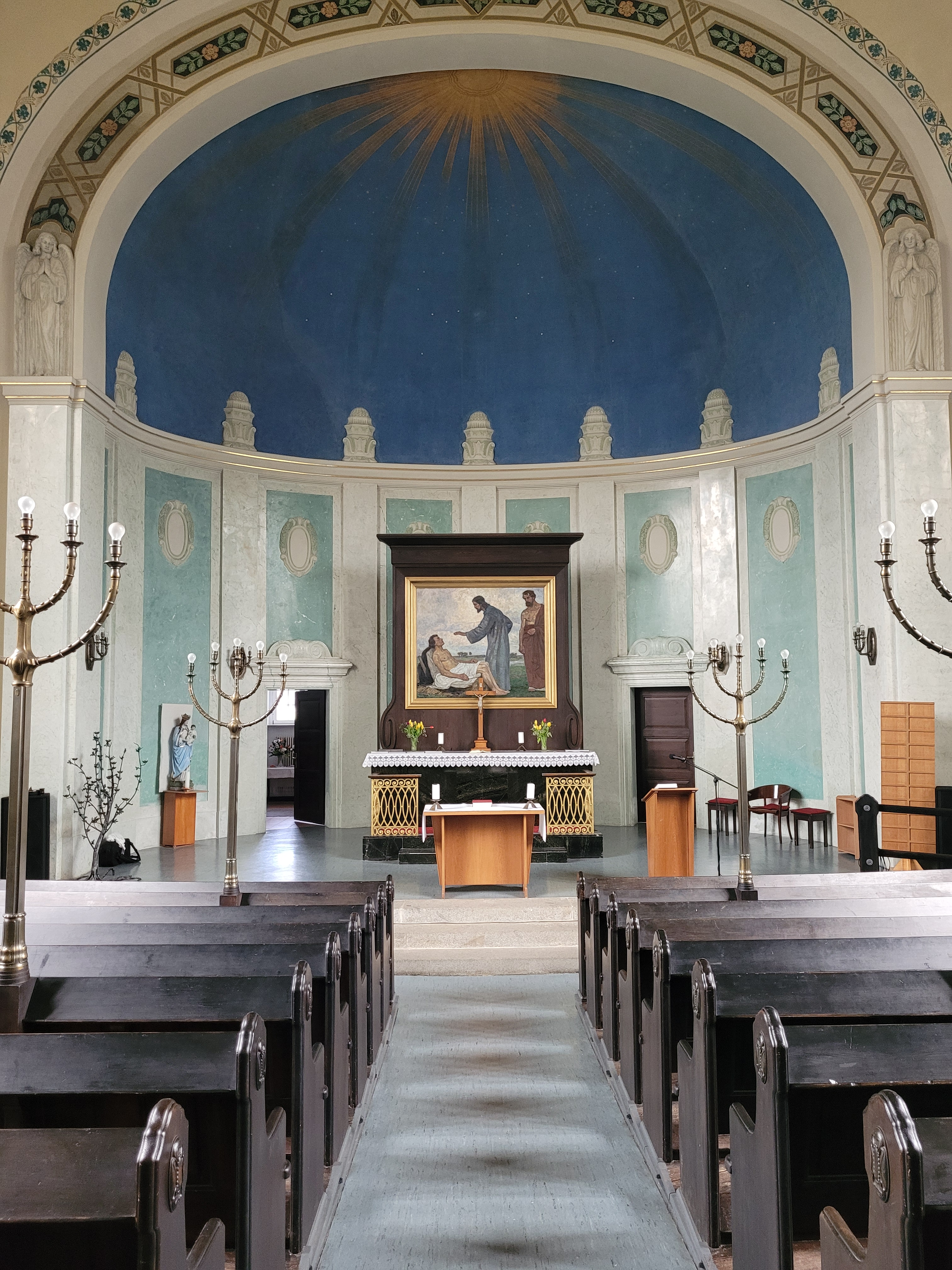
Innenansicht

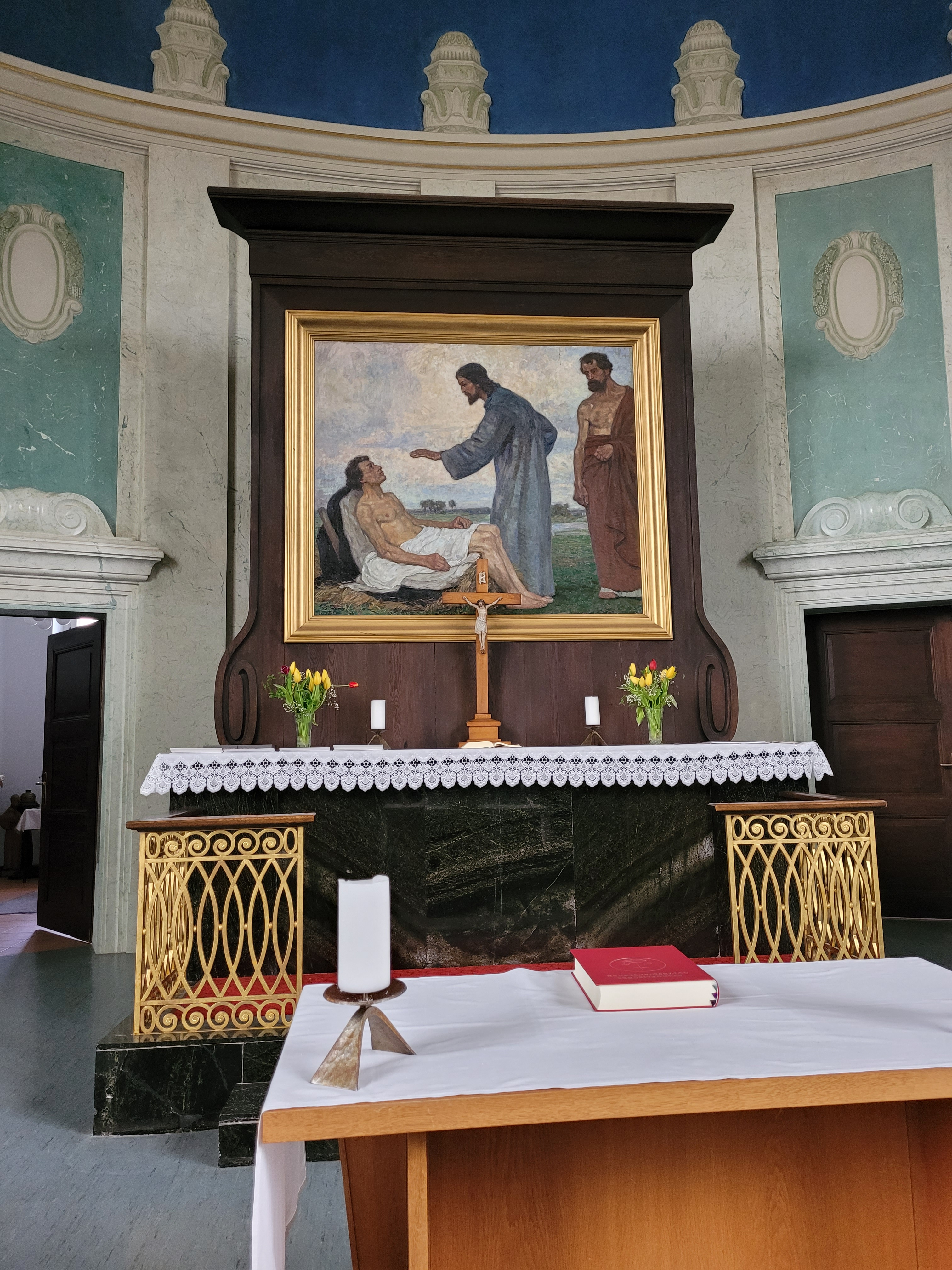
Altar

Die evangelische Anstaltskirche ist eine Saalkirche des Reformstils in Arnsdorf im Landkreis Bautzen in Sachsen. Sie gehört zum Kirchgemeindebund Massenei im Kirchenbezirk Bautzen/Kamenz der Evangelisch-Lutherischen Landeskirche Sachsens.

## Geschichte und Architektur
Die Kirche ist ein bedeutender, 1913 eingeweihter, unverändert erhaltener Zentralbau des Reformstils auf dem parkartigen Gelände des in den Jahren 1909–1912 erbauten Sächsischen Landeskrankenhauses für Psychiatrie und Neurologie. Das Bauwerk wurde vermutlich von Hermann Otto Undeutsch und Oberbaurat Oskar Bernhard Reh vom Staatshochbauamt nach dem Vorbild der Kirche am Steinhof in Wien von Otto Wagner konzipiert. Eine Restaurierung des Äußeren wurde in den Jahren 1991–1994 vorgenommen. Das hochaufragende Bauwerk ist mit einem steilen Mansardwalmdach und einem Dachreiter bekrönt. Auf der Nord- und Südseite sind fünf hohe, eng aneinandergefügte, mit Rustika-Sandstein eingefasste Fenster angeordnet.
Der annähernd quadratische Innenraum ist mit einem halbkreisförmigen, leicht erhöhten Altarraum versehen und wird durch eine an Stahlseilen aufgehängte, verputzte Kuppel abgeschlossen. Im Chorraum ist eine Halbkuppel eingezogen. An der Westseite befindet sich eine eingeschossige Empore auf Sandsteinpfeilern mit barockisierender Brüstung. Der Kirchenraum ist zum Altarraum abfallend gestaltet. Das Halbrund des bühnenartigen Altarraums ist mit Pilastergliederung in Kunstmarmor versehen, das Gewölbe ist dunkelblau ausgemalt mit einer Darstellung des Sonne.

## Ausstattung
Die einheitliche Jugendstilausstattung ist erhalten; ornamentale und florale Wandmalereien sind an den Wänden und in der Kuppel aufgebracht, außerdem Glasmalereien in den Fenstern.
Das Hauptwerk der Ausstattung ist ein schlichtes hölzernes Jugendstil-Altarretabel mit einem künstlerisch wertvollen Gemälde von Oskar Popp, das auf das Jahr 1913 datiert ist. Dargestellt ist die Heilung des Lahmen durch Christus (Lk 5,17–26 ). Die hölzerne Taufe wurde vermutlich auch im Jahr 1913 geschaffen. Im Kirchengestühl sind zwölf große, fünfarmige Bronzeleuchter aufgestellt, weitere vier Leuchter auf der Empore.
Die Orgel war ein Werk von Jehmlich aus dem Jahr 1913 mit ursprünglich 20 Registern auf zwei Manualen und Pedal. Die Metallpfeifen der Jehmlich-Orgel wurden 1945 geplündert. Eine Wiederherstellung der Orgel wurde nicht vorgenommen; seit 1998 dient eine elektronische Orgel als Musikinstrument.

## Geläut
Die zwei großen Glocken des ursprünglichen Geläuts hatten ein kurzes Leben, da sie bereits im Ersten Weltkrieg für Rüstungszwecke wieder eingeschmolzen wurden.
| Nr. | Gussdatum | Gießer                  | Durchmesser | Masse     | Schlagton | Werkstoff |
| --- | --------- | ----------------------- | ----------- | --------- | --------- | --------- |
| 1   | 1912      | Clemens Albert Bierling | 1040 mm     | 660 kg    | fis       | Bronze    |
| 2   | 1912      | Clemens Albert Bierling | 850 mm      | 350 kg    | ais       | Bronze    |
| 3   | 1912      | Clemens Albert Bierling | unbekannt   | unbekannt | cis       | Bronze    |

In Vorbereitung auf das neue Geläut, wurde die dritte Glocke 1920 an die Landesanstalt Zschadraß abgegeben.
Am 7. Januar 1921 wurden die neuen Glocken mit As-Dur-Dreiklang eingeweiht.
| Nr. | Gussdatum | Gießer                 | Durchmesser | Masse     | Schlagton | Werkstoff     |
| --- | --------- | ---------------------- | ----------- | --------- | --------- | ------------- |
| 1   | 1920      | Schilling & Lettermann | unbekannt   | unbekannt | unbekannt | Eisenhartguss |
| 2   | 1920      | Schilling & Lettermann | unbekannt   | unbekannt | unbekannt | Eisenhartguss |
| 3   | 1920      | Schilling & Lettermann | unbekannt   | unbekannt | unbekannt | Eisenhartguss |